# Grūtas-Park
Koordinaten: 54° 1′ N, 24° 5′ O

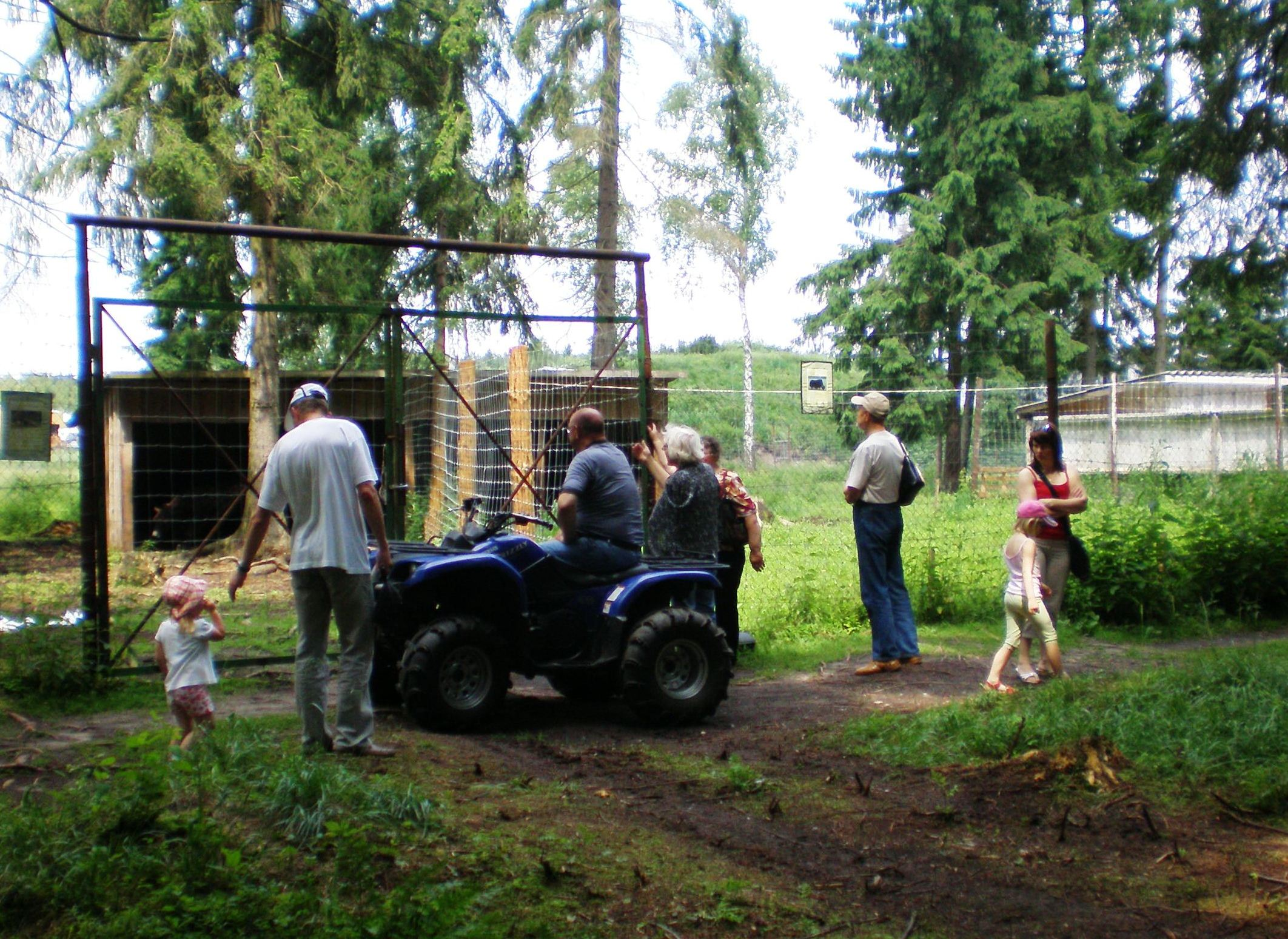

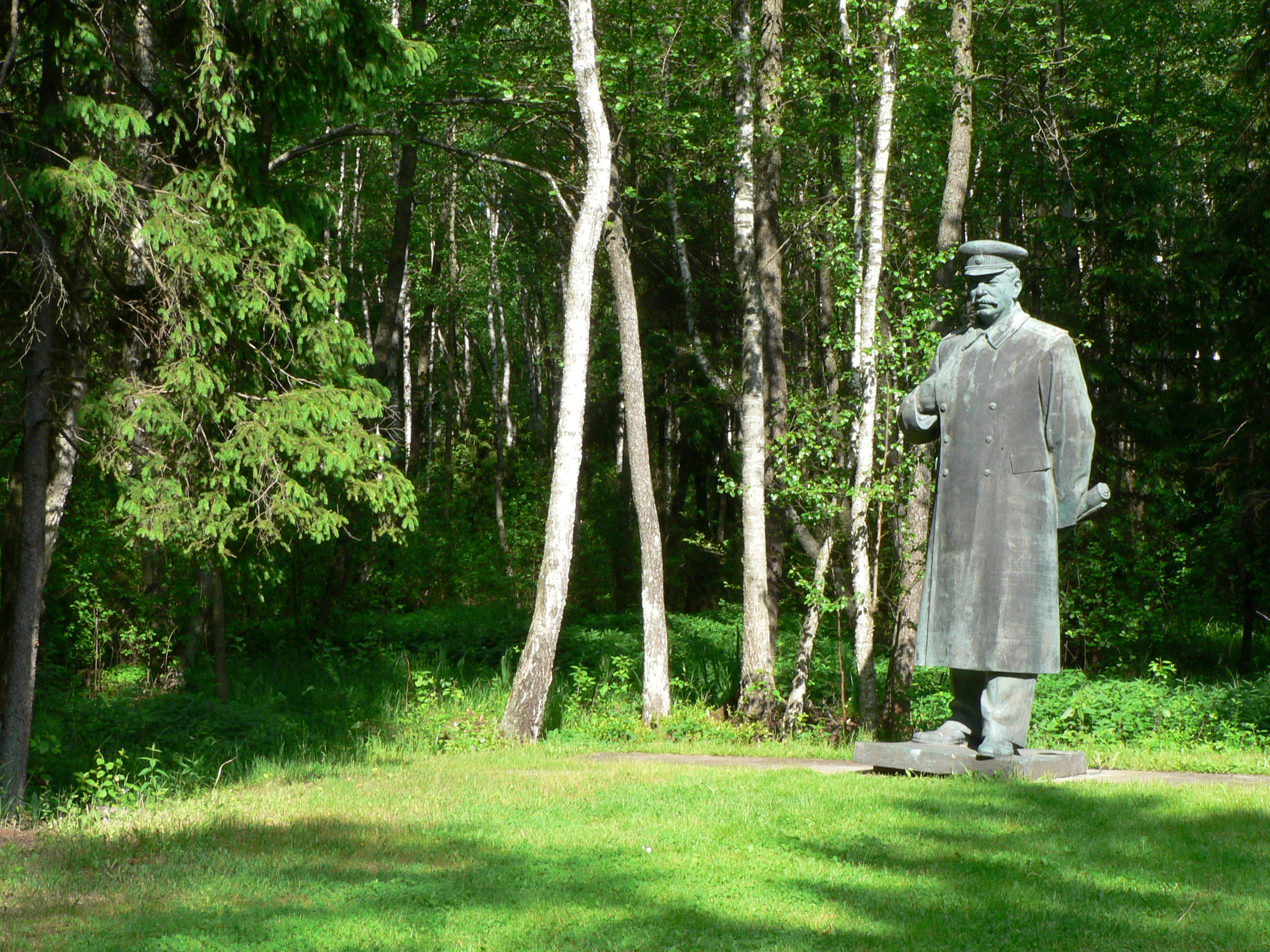
Die Stalin-Statue im Grutas-Park

Der Grutas-Park (Grūto parkas) ist ein Skulpturenpark im Dorf Grūtas, in der Gemeinde Druskininkai, in der Nähe des Kurorts Druskininkai, im Süden Litauens. Er wurde vom litauischen Unternehmer  und „Pilzekönig“ Viliumas Malinauskas errichtet und am 1. April 2001 eröffnet. 2001 bekam der Gründer dafür den Ig-Nobelpreis, eine satirische Auszeichnung. Der Park hat sich mittlerweile zu einem Touristenmagneten entwickelt.

## Objekte und Angebote
Der Park ist ein Freilichtmuseum, gestaltet in einem typischen Kiefernwald der südlitauischen Region Dzūkija. 87 Skulpturen aus der Zeit der sowjetischen Besatzung Litauens, die von ihren ursprünglichen Standorten in den Stadtzentren entfernt wurden, fanden hier einen neuen dauerhaften Standort. In einer für Propagandastatuen bewusst untypisch gewählten Umgebung werden die Personen, die durch die Statuen repräsentiert werden, und die Taten, für die sie verantwortlich waren, mit dreisprachigen Informationstafeln vorgestellt (litauisch, englisch, russisch), wobei das Genozid-Museum in Vilnius Unterstützung leistete. Durch diese historische Kontextualisierung wurde Vorwürfen entgegengetreten, dass es sich hier eine Verharmlosung oder sogar Verherrlichung des totalitären Systems handle.
In einem Souvenirshop mit besonderen Gläsern mit Stalins, Lenins, Chruschtschows und Marx’ Konterfei hängen Bilder von Jungkommunisten, Oktoberrevolutionären und Arbeiterfrauen und -männern. Dort befindet sich auch ein Restaurant mit Kellnerinnen im Pionierhemd und anderen sowjetischen pseudonostalgischen Attributen. Für Kinder wurde ein Streichelzoo eingerichtet.
Am Eingang des Geländes steht der Nachbau eines Viehwagons, wie er zum Transport der Deportierten verwendet wurde. Der Park greift weitere Aspekte der Lager auf, wie Stacheldraht und Wachttürme, aus denen Militärmusik der 1960er Jahre gespielt wird.